# Trembleur Lake
Der Trembleur Lake (Dakelh: Dzindlat Bun) ist ein See in der kanadischen Provinz British Columbia.

## Lage
Der 116 km² große See ist 31,5 km lang. Er gehört zu den „Nechako-Seen“, einer Seengruppe im British Columbia Interior. Der See wird vom Middle River gespeist, welcher den Takla Lake als Ursprung hat. Den Abfluss des Sees bildet der Tachie River, welcher zum südlich gelegenen Stuart Lake fließt. Dieser wird über Stuart River, Nechako River und Fraser River entwässert. Trembleur Lake liegt auf der Strecke, welche alljährlich von Rotlachsen und Königslachsen auf der Wanderung zu ihren Laichgründen zurückgelegt wird.
Am Nordufer des Trembleur Lake liegt der kleine Trembleur Lake Provincial Park, welcher Sandstrände und Ankerstellen umfasst, sonst aber keine Infrastruktur bietet. Der 412,33 km² große Rubyrock Lake Provincial Park umfasst das Westende des Trembleur Lake und reicht im Süden bis zum Cunningham Lake und dem Stuart Lake.